# See This Through and Leave
See This Through and Leave – pierwszy album brytyjskiej grupy rockowej The Cooper Temple Clause. Album ukazał się 11 lutego 2002 i zawiera 11 utworów. Tytuł albumu pochodzi z tekstu „Murder Song”. Single z tej płyty to: „Let’s Kill Music”, „Film-maker”, „Been Training Dogs” i „Who Needs Enemies?”

## Lista utworów
1. „Did You Miss Me?”
2. „Film-maker”
3. „Panzer Attack”
4. „Who Needs Enemies?”
5. „Amber”
6. „Digital Observations”
7. „Let’s Kill Music”
8. „555-4823”
9. „Been Training Dogs”
10. „The Lake”
11. „Murder Song”